# هینوده، توکیو

نقشهٔ هینودِه واقع در ناحیهٔ تامای توکیو

هینودِه (به ژاپنی: 日の出町 Hinode) به یکی از شهرستان‌های منطقه تامای غربی واقع در توکیو پایتخت ژاپن گفته می‌شود. کوه هینوده در این شهرستان قرار دارد.

## نگارخانه

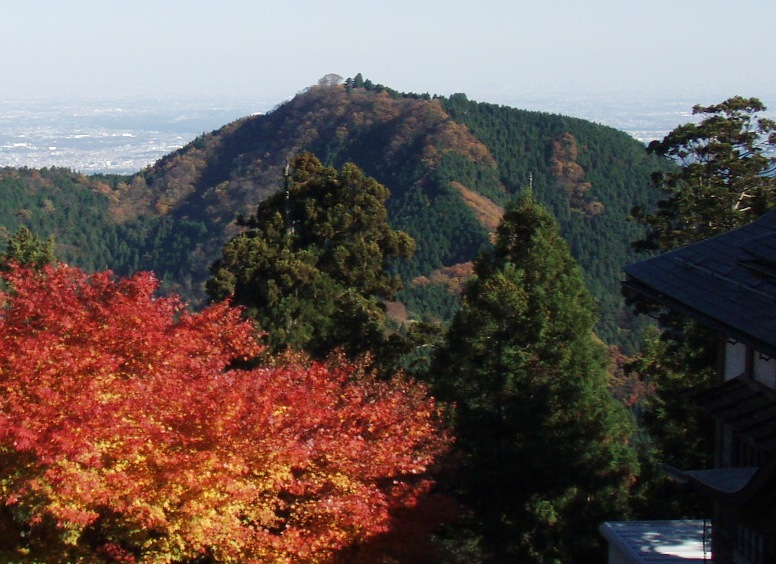
کوه هینوده واقع در شهرستان هینوده